# ДАР-10
„ДАР-10“ е български лек бомбардировач и разузнавателен самолет, разработен от Държавната аеропланна работилница (ДАР) в Божурище.
През 1938 г. командването на Въздушни войски връчва задание за изработване на проект на боен двуместен разузнавателен самолет. Проектирането се извършва от инж. Цветан Лазаров. Поради бюрократични или други причини и лични интереси, командването на Въздушни войски спъва развитието на проекта на този съвременен и с изключителни бойни възможности за времето си самолет, както и производството му в държавната самолетостроителна работилница. Изработването завършва през 1941 г., а изпитанията се провеждат през 1942 г.
Произведени са 2 версии – ДАР-10А Бекас с двигател на Алфа Ромео и ДАР-10Ф с двигател на Фиат, но не влизат в серийно производство.

## История
В Държавната аеропланна работилница под ръководството на инж. Цветан Лазаров са разработени прототипите и серийните самолети „ДАР-3“, прототипа на първия многомоторен български самолет ДАР-4, ДАР-6, ДАР-6А, ДАР-9 („Синигер“) и ДАР-10.
Заданието на командването на Въздушни войски през 1938 г. за създаването на боен двуместен разузнавателен самолет с двигател „Алфа Ромео“ с мощност 750 hp, е предаден на инж. Цветан Лазаров шест месеца по-късно, след като то е предадено на конструкторите на самолетостроителната фабрика Капрони Български в Казанлък. Така когато започва проучването на заданието от инж. Цветан Лазаров, конструкторът на казанлъшката фабрика италианския авиоконструктор Калигарис вече е предал в командването общи чертежи, изчисления и умален модел на самолета КБ-11. Независимо от неблагоприятното положение в което е поставен, инж. Лазаров и екипа му работи по заданието и представя мащабно умален модел на създадения проект на ДАР-10А през 1939 г. във Въздухоплавателния изпитателен институт – Варшава. Резултатите от изпитанието доказват изчисленията и аеродинамическите характеристики на проекта. Независимо от това поради бюрократични или други причини, строежът на ДАР-10А започва през 1940 г. и завършва през юни 1941 г., когато става облитането и се доказват не само изчисленията, но и много високите качества на самолета, превъзхождащ най-модерните подобни самолети, строени по това време. Самолетът е конструиран и изработен като прототип с двигател Алфа Ромео 126 RC 34. (Има източници, които твърдят, че самолетът е съоръжен с двигател Алфа Ромео 128 RC 21 с мощност 709 kw /950hp). ДАР-10А превъзхожда строеният вече по същото задание самолет КБ-11 по проекта на италианския конструктор Калигарис и има по-високи резултати и безспорно предимство, независимо от използването на еднакви двигатели и витла. Като пример за качествата на паралелно разработените самолети по заданието, може да се посочи, че максималната скорост на ДАР-10А е 410 km/h, а на КБ-11 е 327 km/h. Пътната скорост на двата самолета съответно е 362 срещу 270 km/h за КБ-11. Въпреки това щабът на Въздушни войски дава поръчки за производство на КБ-11 в самолетната фабрика Капрони Български, като пренебрегва и отлага за неопределено време серийното производство на ДАР-10А в държавната самолетостроителна работилница. Конструкторът инж. Лазаров е преместен в Пловдив, с което допълнително се забавят изпитанията на тази изключителна бойна машина и реално появата на ДАР-10А се отлага с още една година. В тази нечестна конкурентна борба за създаване на нов боен самолет, участие имат не толкова бойните качества на машината, а интересите на щабните кръгове във Въздушни войски, недопустнали развитието и производството на бойната машина разработена от инж. Лазаров и произведена в ДАР – Божурище 
При закриването на ДАР и преместването на работилницата в построената Държавна самолетна фабрика (ДСФ) в Ловеч вече разработеният прототип ДАР-10А също се премества за довършване и е изпитван на летище Карлово от инженерите Бошнаков и Живков. Самолетът „ДАР-10А“ е разрушен при принудително кацане в мъгла през 1942 година.
Като главен инженер на новата ДСФ в Ловеч инж. Цветан Лазаров модернизира ДАР-10А и с двигател Фиат А 74 RC 38 се произвежда прототипът, наречен ДАР-10Ф, който е отличен щурмови самолет. Първи полетни изпитания са проведени през март 1945 г. В края на Втората световна война и настъпващата ера на реактивната авиация, тази добра бойна машина вече е морално остаряла.

## Конструкция
Двата прототипа на ДАР-10 са едномоторни, двуместни моноплани. Конструирани са по модерната схема за скоростни самолети от края на 30-те години на ХХ век като нископлощници с неприбираем колесник с опорно задно колело и закрита кабина. Използвани са 2 вида двигатели:
- за ДАР-10А – 9-цилиндров звездообразен двигател с въздушно охлаждане Алфа Ромео 126 RC 34 с турбокомпресор и мощност 573,3 kW (780 hp);
- за ДАР-10Ф – Фиат А 74 RC 38 – 14-цилиндров звездообразен двигател с въздушно охлаждане и мощност 649kW (870 hp).

На двигателите е монтиран трилопатен метален въздушен винт.

## Въоръжение
По заданието на Въздушните на Негово Величество войски ДАР-10 е разработен като дивизионен разузнавателен самолет.
ДАР-10А е въоръжен с 2 х 7,92 mm неподвижни крилни картечници и една сдвоена подвижна 7,92 mm картечница за защита на опашката. Картечниците са немско производство MG 17. Носи бомбов товар от 4 х 100 kg на крилото и 1 х 100 kg под тялото. Предвидена е възможност за бомбардиране при пикиране.
ДАР-10Ф е по-тежко въоръжен. Освен четирите картечници, позволява монтирането на 20 mm немско оръдие тип MG FF и носи 650 kg бомбов товар (1 х 250 kg и 4 х 100 kg).

## Технически характеристики
Общи характеристики
- Екипаж – 2 души
- Двигатели
  - Алфа Ромео 126 RC 34 (ДАР-10А)
  - Фиат А 74 RC 38 (ДАР-10Ф)
- Мощност
  - 573,3 kw/780 hp (ДАР-10А)
  - 649 kw/870 hp (ДАР-10Ф)
- Дължина – 9,54 m (9,83 m за ДАР-10Ф)
- Височина – 3,3 m
- Разпереност – 12,20 m (12,65 m за ДАР-10Ф)
- Носеща площ – 22,2 m2 (22,9 m2 за ДАР-10Ф)
- Маса, празен – 1843 kg (2030 kg за ДАР-10Ф)
- Маса, полетна – 2540 kg (максимална 3420 kg за ДАР-10Ф)

Летателни показатели
- Скорост, максимална – 410 km/h (454 km/h за ДАР-10Ф)
- Скорост, крейсерска – 330 km/h
- Таван – 7250 m
- Далечина на полета – 1170 km, (1400 km за ДАР-10Ф)

Въоръжение
- 2 х 7.92mm неподвижни картечници MG17
- 1 x сдвоена 7.92mm картечница MG17 за защита на задната полусфера.
- 1 х 20mm оръдие MG FFпри ДАР-10Ф
- До 500kg (650kg за ДАР-10Ф) бомбов товар.

## Сравними щурмови самолети
По време на разработката и изпитанията на „ДАР-10А“ на въоръжение в Българските военновъздушни сили за леки бомбардировачи, щурмови самолети и за разузнаване са използвани:
- произвежданите от завод „Капрони Български“, Казанлък:
  - КБ-11 „Фазан“ – едномоторен моноплан горноплощник, 7 броя, произвеждани от 1941 година,
  - КБ-11 А „Фазан“ – модификация на КБ-11 „Фазан“, по същата аеродинамична схема, но с по-мощен мотор и промени в някои технически параметри и полетни характеристики, 43 броя, произвеждани от 1942 година;
- внесени от Германия щурмови самолети Junkers JU 87 в модификации:
  - Ju 87 R-2 „Щука“ – 12 броя, доставени през 1943 г.,
  - Ju 87 D-2 „Щука“ – 40 броя, доставени през 1944 г.

Други сравними щурмови самолети:
- PZL.23 Karas
- Junkers Ju 87 „Щука“